# Кальюмет (Миннесота)
Кальюмет (англ. Calumet) — город в округе Айтаска штата Миннесота в США. По данным переписи за 2010 год число жителей города составляло 367 человек.

## Географическое положение
По данным Бюро переписи населения США город имеет общую площадь в 4,09 км².
Через город проходит  US 169 (англ. US Highway 169).

## История
В 1880-х несколько строительных компаний работали вблизи будущего города Кальюмет, они привезли первых поселенцев на эти территории. Название города произошло от французского слова «Calumet» (трубка мира), которая использовалась индейцами во время ритуального заключения мира и окончания войны. Кальюмет был основан как шахтёрский город вблизи железной дороги. Вблизи города находилась одна из самых больших государственных шахт в Миннесоте Хилл-Аннекс. В 1906 году была проведена железная дорога, в 1908 году основан почтовый офис. Поселение было инкорпорировано как деревня в 1909 году.

## Население
В 2010 году на территории города проживало 367 человек (из них 49,0 % мужчин и 51,0 % женщин), насчитывалось 160 домашних хозяйств и 90 семей. На территории города было расположено 178 построек со средней плотностью 43,5 построек на один квадратный километр суши. Расовый состав: белые — 95,9 %, коренные американцы — 2,2 %.
Население города по возрастному диапазону по данным переписи 2010 года распределилось следующим образом: 28,3 % — жители младше 21 года, 56,7 % — от 21 до 65 лет и 15,0 % — в возрасте 65 лет и старше. Средний возраст населения — 39,5 лет. На каждые 100 женщин в Кальюмете приходилось 96,3 мужчин, при этом на 100 совершеннолетних женщин приходилось уже 102,2 мужчин сопоставимого возраста.
Из 160 домашних хозяйств 56,3 % представляли собой семьи: 35,0 % совместно проживающих супружеских пар (13,8 % с детьми младше 18 лет); 15,6 % — женщины, проживающие без мужей, 5,6 % — мужчины, проживающие без жён. 43,8 % не имели семьи. В среднем домашнее хозяйство ведут 2,29 человека, а средний размер семьи — 2,87 человека. В одиночестве проживали 32,5 % населения, 11,9 % составляли одинокие пожилые люди (старше 65 лет).
В 2015 году из 313 человек старше 16 лет имели работу 171. В 2014 году средний доход на семью оценивался в 45 318 $, на домашнее хозяйство — в 32 589 $. Доход на душу населения — 17 050 $ в год.